# 2020年12月臺灣
| << | 2020年12月 （民國109年） | >> |    |    |    |    |
| \| 日 \| 一 \| 二 \| 三 \| 四 \| 五 \| 六 \| \| \| \| 1 \| 2 \| 3 \| 4 \| 5 \| \| 6 \| 7 \| 8 \| 9 \| 10 \| 11 \| 12 \| \| 13 \| 14 \| 15 \| 16 \| 17 \| 18 \| 19 \| \| 20 \| 21 \| 22 \| 23 \| 24 \| 25 \| 26 \| \| 27 \| 28 \| 29 \| 30 \| 31 \| \| \| \| \| \| \| \| \| \| \| |                          |    |    |    |    |    |
| 臺灣新聞動態／維基新聞 |                          |    |    |    |    |    |
| 世界／中国大陆／臺灣 |                          |    |    |    |    |    |
| 日 | 一                       | 二 | 三 | 四 | 五 | 六 |
| |                          | 1  | 2  | 3  | 4  | 5  |
| 6 | 7                        | 8  | 9  | 10 | 11 | 12 |
| 13 | 14                       | 15 | 16 | 17 | 18 | 19 |
| 20 | 21                       | 22 | 23 | 24 | 25 | 26 |
| 27 | 28                       | 29 | 30 | 31 |    |    |
| |                          |    |    |    |    |    |

## 12月2日
- 行政院黨產會今年9月認定中華救助總會為中國國民黨之附隨組織，凍結名下資產須經許可始得動支。救總事後提出行政訴訟，向台北高等行政法院聲請停止執行；據指出，北高行於11月10日裁定，駁回救總的停止執行聲請。黨產會委員受訪表示，北高行是在上月駁回救總所提停止執行聲請，黨產會11月16日收到裁定書，相關行政處分效力仍在，救總依法須向黨產會申報財產。[1]

## 12月4日
- 新北市瑞芳區臺灣鐵路管理局宜蘭線瑞芳－猴硐間（K12+233）路段因連續豪雨造成大規模邊坡滑動，使得宜蘭線東西正線完全中斷[2]。

## 12月7日
- 中華婦女聯合會理事長、曾代表統促黨參選立委的何建華涉收受中國台灣同學會3萬元人民幣，在總統大選期間渲染總統蔡英文假學歷不實訊息，企圖影響國家安定。北檢今日依違反國安法起訴，並求處重刑。何建華身兼統促黨女媧黨部主委，檢調查出她招待民眾到金門、廈門旅遊，涉及賄選，將她依違反選罷法起訴。檢調另查出，何建華涉嫌接受中國全國台灣同胞聯誼會副部長高偉、北京市台灣事務辦公室調研員王正智、全國台灣同學會等指示，在台發展組織。何女在去年11月20日率眾前往教育部、中央選舉委員會及凱達格蘭大道進行集會遊行，利用不實訊息影響總統選情、嚴重危害選舉秩序。[3]
- 食藥署成為「國際化粧品法規合作會議」(International Cooperation on Cosmetics Regulation，簡稱ICCR)第14屆年度會議成為正式會員，寫下我國與國際化粧品法規合作新一頁，可代表食藥署近年致力於化粧品管理法規趨向國際化之努力獲得肯定。[4]

## 12月8日
- 中央銀行總裁楊金龍祭選擇性信用管制，限制公司法人與自然人第3戶以上購屋、餘屋貸款成數，防範炒房、囤房及囤土地現象。[5]

## 12月10日
- 宜兰县近海发生ML 6.7级地震。[6]除台湾本岛所有县市均观测到2级及以上的震度外，澎湖县和连江县也分别观测到了2级和1级的震度。[7]日本冲绳县和中国大陆东南沿海地区均有震感。[8][9]

## 12月12日
- 凌晨零時起，因中天新聞台不予換照事件，中天新聞台於有線電視台停播，轉往YouTube上直播經營。

## 12月15日
- 海軍沱江級巡邏艦首艘後續量產型艦，今日於宜蘭縣龍德造船廠下水，由總統蔡英文主持，並以原住民意涵命名「塔江艦」。交艦的快速布雷艇搭載T-74排用機槍、T-75-20機砲，並有中科院研發的自動化布雷系統。「塔江」取自台東縣塔瓦溪，流域屬排灣族生活範圍，排灣族自古以狩獵為主要經濟活動，代代傳承狩獵文化，天性具有不畏艱難、善戰精神，是塔江軍艦官兵的效法對象。「塔江艦」除原有雄風反艦飛彈、76快砲及方陣快砲，更搭載海劍二防空飛彈[10]，預計2023年前再打造4艘同型艦。[11]

## 12月20日
- 一名30多歲臺灣籍女性（案771）因接觸染疫的長榮航空紐西蘭籍機師（案765）而確診COVID-19，終止臺灣連續253天無本土案例紀錄。[12]

- 美國海軍伯克級飛彈驅逐艦「馬斯廷」號（USS Mustin）航行經過台灣海峽，這是今年美國軍艦群第12次航經台灣海峽。[13]

## 12月21日
- 美國參議院、眾議院通過《臺灣保證法》，美臺軍售步入常態化，除增強臺灣不對稱作戰自我防衛能力，也支持臺灣有意義參與國際組織，同時建議國務院檢討對臺交往準則、及報告《臺灣旅行法》執行情況等。[14]

## 12月23日
- 前台北市議員賴素如被控在台北雙子星案中收賄，向太極雙星開發團隊索賄1500萬，並收下前金100萬元。台灣高等法院更一審依公務員對於職務上行為收受賄賂罪，判處有期徒刑7年6月，褫奪公權4年，犯罪所得100萬元沒收。賴素如再上訴最高法院，但最高法院認為，更一審判決已詳細說明為何認定賴素如犯罪，並無違法情形，今日駁回賴素如的上訴，全案定讞。並通知檢方啟動防逃機制。[15]

- 屢次爆出爭議的知名房東張淑晶，被指控自2013年起涉嫌誣告房客，受害者多達78人，一審新北地院依18件誣告罪判處8年2月，其中1年2月得易科罰金。案經上訴，臺灣高等法院今日上午二審做出判決，誣告罪部分加重判處9年8月，其中1年2月得易科罰金部分定讞，其餘可上訴。[16]

- 臺灣COVID-19疫情相隔253天後又出現本土個案-廣明女員工（案771 ）公布對案771匡列的170位接觸者的二採結果，皆為陰性。。[17]
- 南迴鐵路電氣化通車，臺鐵重新改點。

## 12月24日
- 立法院院會表決通過進口含萊克多巴胺美豬、30月齡以上美牛的9項行政命令與附帶決議，以及相關條文修正草案，2021年1月1日起施行。[18]

## 12月25日
- 立法院三讀通過民法修正案，法定成人年齡將由現行20歲下修為18歲，2023年1月1日生效。[19]

- 嘉義一名男子因竄改維基百科蔡易餘條目被嘉義地方法院判刑。[20]

## 12月27日
- 美國總統唐納·川普簽署《臺灣保證法》。[21]

## 12月30日
- 台灣股市加權指數盤中達到14695.44點，再創下歷史高點。收14687.7點，再創收盤歷史紀錄，今日成交量2617億元[22]。

## 12月31日
- 自今日起藥局先行開賣，實名制口罩從原本14天9片45元，調整為14天10片40元且為源頭獨立包裝、標示生產商[23][24][25]。
- 中央銀行12月底持有外匯儲備金額較上月增加165.14億美元、達5,299.11億美元，外資持有國內有價證券連同其新臺幣存款餘額較上月增加524億美元、達6,031億美元，占約當外匯儲備114%，均創歷史新高。[26]
- 中華民國內政部戶政司統計2020年全年，出生人口數小於死亡人口數，總人口年減0.18%（人口自然增長率年減0.34‰），首度出現負成長。[27]
- 行政院主計總處表示，臺灣2020年經濟成長率概估為2.98%，人均GDP為28,356美元。[28][29]